# Club Atlético Atlanta
O Club Atlético Atlanta é um clube de futebol argentino sediado no bairro Villa Crespo, na cidade de  Buenos Aires. Foi fundado no dia 12 de outubro de 1904. Atualmente, joga a segunda divisão argentina, conhecida como Primera B Nacional.

## História
A fundação do clube ocorreu em uma reunião que aconteceu na residência do Sr. Elías Sanz, um comerciante do Bairro Constitución, localizada na rua Alsina, nº 1119, em 12 de outubro de 1904. Além do anfitrião, estavam presentes outros convidados e fundadores da instituição: Benigno Larrise, Héctor Franco, Trifón Piaggio, Juan Escribano, Luis Sagardoy, Juan J. Enrich, H. Rapallo e Fabián Orradre. Por ter sido o organizador do evento, Elías Sanz foi condecorado como o primeiro presidente do Atlanta.
O nome Atlanta Athletic Club foi escolhido pelo Sr. Fabián Orradre, em homenagem a um navio de guerra norte-americano que havia atracado no porto de Buenos Aires. As cores do clube, amarelo e azul, foram inspiradas nos toldos que cobriam os estabelecimentos comerciais da época; outras versões dizem que a origem das cores do clube se encontrava na coloração do casco do navio que deu origem a seu nome. Logo após a sua fundação, o clube ganhou uma grande quantidade de torcedores e simpatizantes provenientes da comunidade de imigrantes judeus que era recém-chegada ao país.
Em 1905, o Atlanta filiou-se à Argentine Association Football League, entidade que organizava os torneios nacionais da época. O clube inscreveu seu time principal na Terceira Divisão e o de aspirantes na Quarta Divisão. Para a disputa dos campeonatos da entidade, o Atlanta utilizou o campo que pertencia ao Club Gath y Chaves, situado nas Provincias Unidas y Lacarra.
No ano seguinte, inscreveu-se na Segunda Divisão. Nessa competição, o Atlanta venceu o River Plate por 9x0, no dia 3 de junho de 1906. Se tratando dessa mesma competição, o Atlanta se sagrou campeão em duas oportunidades, nos anos de 1956 e 1983.
O clube marcou presença na elite profissional do Campeonato Argentino nos anos 1931-1947,1949-1952, 1957-1979 e 1984.

## Símbolos
As cores do Atlanta, o amarelo e azul, são marcantes para o futebol argentino desde o atracamento de seu navio homônimo no porto de Buenos Aires em 1904. A alcunha do clube, Los Bohemios, surgiu quando nos primeiros anos o clube jogava em qualquer estádio, pois não tinha campo próprio.

## Rivalidades
O Atlanta possui uma imensa e histórica rivalidade com o Club Atlético Chacarita Juniors, situado no bairro de Villa Crespo, em Buenos Aires. Ambas as equipes protagonizam o Clássico de Villa Crespo. Também possui grande rivalidade com o All Boys, Argentinos Juniors e com o Defensores de Belgrano.

## Títulos
| Nacionais | Nacionais               | Nacionais | Nacionais         |
|           | Competição              | Títulos   | Temporadas        |
|           | Primera B Nacional      | 2         | 1956 e 1983       |
|           | Primera B Metropolitana | 2         | 1994-95 e 2010-11 |
|           | Copa Suécia             | 1         | 1958              |
| --------- | ----------------------- | --------- | ----------------- |

## Literatura
- DOMINGUEZ, Alejandro: "La Historia de Atlanta". Bemase Artes Gráficas, Buenos Aires, 1998.